# Wettinidae
Wettinidae zijn  een familie van mijten. Bij de familie zijn vier geslachten met circa 10 soorten ingedeeld.